# 斯特靈 (內布拉斯加州)
斯特靈（英語：Sterling）是位於美國內布拉斯加州約翰遜縣的村。

## 人口
根據2020年美國人口普查的數據，斯特靈的面積為1.05平方千米，皆為陸地。當地共有人口482人，而人口密度為每平方千米459人。